# إل باس دي لا كاسا
إل باس دي لا كاسا هي بلدة ومنتجع تقع في أندورا على الحدود مع فرنسا.